# تفنی
تفنی (به ترکی استانبولی: Tefenni) یک منطقهٔ مسکونی در ترکیه است که در استان بوردور واقع شده‌است. تفنی ۱٬۱۶۵ متر بالاتر از سطح دریا واقع شده‌است.